# Барнешлев, Андрей Афанасьевич
Барнешлев, Андрей Афанасьевич (Уильям Барнсли, англ. William Barnsley) (около 1622, Москва — 1679, близ реки Кеть, Западная Сибирь) — российский государственный деятель, руководитель строительства Иркутского кремля (1668—1669), якутский воевода в 1675—1678 гг.

## Биография
Родился в Москве около 1622 года в семье прибывшего в Россию в начале XVII века английского дворянина Джона Барнсли и ливонской дворянки фон Дюкер. С 1641 года состоял на дипломатической службе в посольстве в Копенгагене, в 1644 году занял должность казначея при дворе графа Шлезвиг-Гольштейнского Вальдемара Кристиана, с которым вернулся в Москву, в связи с подготовкой последнего к свадьбе с царевной Ириной Михайловной.
После отбытия Вальдемара Кристиана в 1645 году из России, подал прошение о своём возвращении в Англию, однако в 1646 году был сослан в Енисейск, где принят в казачью службу. 24 сентября 1654 года принял православие и поверстан в сословие детей боярских.
В 1660 году обнаружил месторождение слюды под Енисейском. В 1668—1669 годах руководил строительством «нового» Иркутского острога, впоследствии в 1671—1672 гг. командовал гарнизоном острога в должности приказчика.
22 августа 1675 года назначен якутским воеводой. Правление Барнешлева вызывало недовольство как коренного якутского населения, страдавшего от усиления сбора ясака, так и в казачьей среде. На основании многочисленных челобитных, в которых против якутского воеводы выдвигались обвинения в крупных хищениях и насилиях против местного населения и служилых людей, было начато следствие.
В 1678 году Барнешлев был лишён воеводства и отозван в Москву. По дороге скончался от болезни в 1679 году близ реки Кеть.
В 2022 году Музей имени Андрея Рублева сообщил, что в числе его экспонатов имеет надгробие Барнешлева, попавшее в музей из разрушенного некрополя Георгиевского монастыря на Большой Дмитровке.